# Cargo (musikalbum)
Cargo är det andra studioalbumet av den australiska musikgruppen Men at Work. Albumet gavs ut 1983, även om det var färdiginspelat redan 1982. Detta berodde på att gruppens debutalbum Business as Usual fortfarande sålde väldigt bra och skivbolaget valde därför att vänta med att ge ut Cargo. Även detta album blev en internationell framgång, om än inte riktigt lika stor som debuten. Skivan innehåller de två singelhitsen "Overkill" och "It's a Mistake". Majoriteten av låtarna skrevs av Colin Hay.
Skivan blev den sista med originalupplagan av gruppen och deras popularitet avtog sedan ganska snabbt.

## Låtlista
(låtar utan upphovsman inom parentes av Colin Hay)
1. "Dr. Heckyll & Mr. Jive" - 4:38
2. "Overkill" - 3:47
3. "Settle Down My Boy" (Ron Strykert) - 3:31
4. "Upstairs in My House" (Hay, Strykert) - 4:03
5. "No Sign of Yesterday" - 6:15
6. "It's a Mistake" - 4:34
7. "High Wire" - 3:02
8. "Blue for You" - 3:55
9. "I Like To" (Strykert) - 4:03
10. "No Restrictions" - 4:31

## Listplaceringar
| Lista (1983)   | Position              |
| -------------- | --------------------- |
| Australien     | 1 (Kent Music Report) |
| Finland        | 11                    |
| Island         | 7 (DV Vinsældalisti)  |
| Kanada         | 3 (RPM)               |
| Nederländerna  | 11                    |
| Norge          | 4 (VG-lista)          |
| Nya Zeeland    | 2                     |
| Storbritannien | 8 (UK Albums Chart)   |
| Sverige        | 8 (Sverigetopplistan) |
| USA            | 3 (Billboard 200)     |
| Västtyskland   | 7                     |